# 天竺鿳
天竺鿳，又稱天竺舵魚、長鰭舵魚，俗名白毛、開旗，為輻鰭魚綱日鱸目鿳科鿳屬的其中一種，傳統上屬於鱸形目。
该物种的模式产地在阿拉伯海。

## 分布
本魚分布於印度洋－太平洋區，西起東非、馬達加斯加，東至夏威夷群島，北起日本、韓國，南至澳洲、所羅門群島、新喀里多尼亞、斐濟群島等海域。

## 深度
水深1至24公尺。

## 特徵
本魚體呈草綠色，體側每一鱗片中央有金黃色條，各鱗片連接成金黃色縱紋。吻端無鱗，背鰭、臀鰭及尾鰭基部接密被細鱗，尾鰭分叉。背鰭硬棘10至11枚、軟條12枚；臀鰭硬棘3枚、軟條11枚。側線鱗片數50至56枚。體長可達50公分。

## 生態
本魚棲息在溫暖海域的淺礁，上覆海藻。屬雜食性，冬天主要以藻類為食，夏、秋季則以小型無脊椎動物為食，春季為其產卵期。

## 經濟利用
為美味的食用魚，可將於體先煮半熟，再放些醬油、糖、薑絲等佐料，煮熟食用。另外也是著名的遊釣魚。